# بيساريون
بيساريون (باليونانية: Βησσαρίων)‏ (2 يناير 1403-18 نوفمبر 1472) كان عالمًا إنسانيًا ولاهوتيًا يونانيًا بيزنطيًا، وأسقف كاردينال كاثوليكي والملقب ببطريرك القسطنطينية اللاتيني، وأحد العلماء اليونانيين المشهورين الذين ساهموا في إحياء الرسائل بشكل كبير في القرن الخامس عشر. تلقى تعليمه في الفلسفة الأفلاطونية المحدثة على يد الأديب والفيلسوف اليوناني جيمستوس بليثو. أصبح كاردينالًا كاثوليكيًا في وقت لاحق، ورُشِّح مرتين للبابوية.
كان اسمه بالمعمودية باسيليوس، وبيساريون هو الاسم الذي اتخذه عند دخوله الدير. عُرف عن طريق الخطأ أيضًا باسم يوهانس بيساريون (بالإيطالية: Giovanni Bessarione)‏ بسبب تفسير خاطئ لغريغوري الثالث ماماس.

## سيرة شخصية
وُلِد بيساريون في طرابزون، وهي ميناء على البحر الأسود في شمال شرق الأناضول، والذي كان قلب ثقافة وحضارة اليونانيين البنطيين خلال الفترتين البيزنطية والعثمانية. حُددت سنة ولادته إما في عام 1389 أو 1395 أو 1403.

### أفلاطونية بيساريون المحدثة
تلقى بيساريون تعليمه في القسطنطينية ثم ذهب في عام 1423 إلى ميستراس في بيلوبونيز لدراسة الأفلاطونية الحديثة في كنف جيمستوس بليثو. «درس مناهج الفنون الليبرالية بما في ذلك دراسة علم الفلك والجغرافيا، مع التركيز بشكل خاص على الرياضيات» التي كان من شأنها أن تربط «الفلسفة بالفيزياء وعلم الكونيات والتنجيم»، وتضمنت رياضيات بليثو «رقم فيثاغورس الصوفي، والهندسة الكونية لأفلاطون، وعلم الحساب الأفلاطوني الحديث الذي ربط العالم المادي بعالم نظرية المثل، وغالبًا ما تضمنت أيضًا علم الفلك». يذكر وودهاوس أيضًا أن بيساريون «كان لديه أثر صوفي، وكان بارعًا في مفردات الأفلاطونية الحديثة، والرياضيات، واللاهوت الأفلاطوني».
بقيت أفلاطونية بيساريون الحديثة معه طوال حياته، حتى عندما كان كاردينالًا. عرف أيضًا مصطلحات الأفلاطونية الحديثة واستخدمها في رسالته إلى ابني بليثو، ديميتريوس وأندرونيكوس، عند وفاة معلمه المحبوب في عام 1452. كان أكثر ما يميز حياته هو أن الأفلاطونية الحديثة كان يمكن أن تلعب مثل هذا الدور المهم في الكنيسة الكاثوليكية لفترة وجيزة على الأقل؛ وذلك على الرغم من تعرضه للهجوم بسبب آرائه من قبل الأكاديميين الكاثوليك الأرثوذكس بعد وقت قصير من وفاته.

## أعماله
كان بيساريون من أكثر العلماء المتعلمين في عصره. كانت أهم أعماله، إلى جانب ترجماته لميتافيزيقيا أرسطو والميمورابيليا لكسينوفون، أطروحة موجهة ضد جورج من طرابزون، وهو أرسطي هاجم أفلاطون، وكان عنوانها ضد افتراء أفلاطون. لم يستفيض بيساريون في إعجابه مثل جيمستوس بليثو، وذلك على الرغم من أنه كان أفلاطونيًا، وسعى بدلًا من ذلك إلى التوفيق بين الفلسفتين. ساهم عمله، من خلال فتح علاقات الأفلاطونية على الأسئلة الرئيسية للدين، بشكل كبير في توسيع الفكر التأملي في قسم اللاهوت.
يعود الفضل في نجاة المكتبة (مكتبة أبولودورس الزائف) حتى الوقت الحاضر إليه، إذ تُعتبر المكتبة خلاصة وافية مهمة للأساطير الإغريقية.
قدم مكتبته، التي تحتوي على مجموعة واسعة جدًا من المخطوطات اليونانية، في عام 1468 إلى مجلس شيوخ جمهورية البندقية، وشكل نواة مكتبة مارسيانا الشهيرة التابعة للقديس مرقس. ضمت المكتبة 482 مخطوطة يونانية و264 مخطوطة لاتينية.

## وصلات خارجية
- بيساريون في شجرة علماء الرياضيات